# Diecéze neverská
Diecéze neverská (lat. Dioecesis Nivernensis, franc. Diocèse de Nevers) je francouzská římskokatolická diecéze. Leží na území departementu Nièvre, jehož hranice přesně kopíruje. Sídlo biskupství i katedrála Saint-Cyr-et-Sainte-Julitte se nachází v Nevers. Diecéze je součástí církevní provincie Dijon.
Od 27. srpna 2011 je diecézním biskupem Mons. Thierry Brac de La Perrière.

## Historie

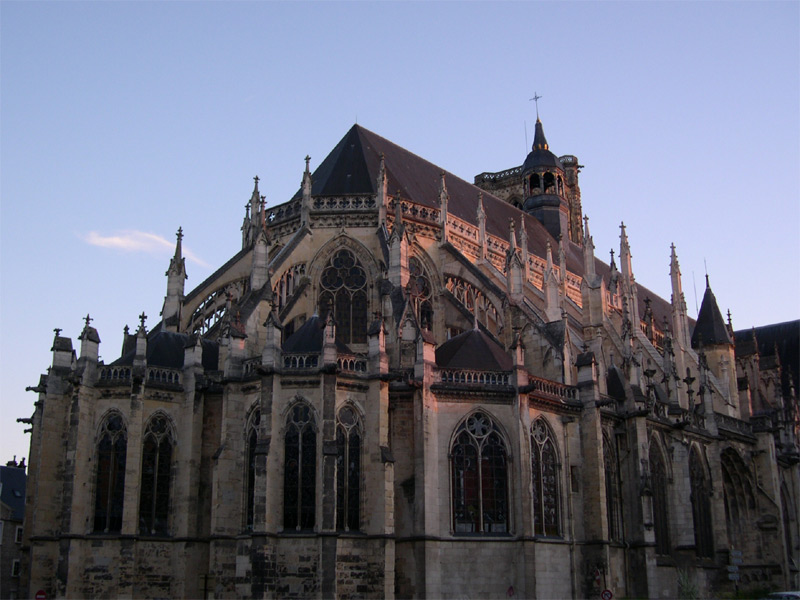
Katedrála Saint-Cyr-et-Sainte-Julitte de Nevers

Biskupství bylo v Nevers zřízeno v průběhu 4. století. V důsledku konkordátu z roku 1801 byla diecéze zrušena a její území včleněno do arcidiecéze Bourges. Neverská diecéze byla obnovena 6. října 1822.
Od 8. prosince 2002 je diecéze sufragánem dijonské arcidiecéze (předtím byla sufragánní diecézí arcidiecéze Sens).